# Sandia Pueblo (indijanski rezervat)
Sandia Pueblo je indijanski rezervat u SAD-u. Nalazi se u američkoj saveznoj državi Novom Meksiku. Stanovnici su Sandia Indijanci. Ova skupina Indijanaca pripada skupini pueblo Indijanaca. 
Površina rezervata je 101.114 km2. Nalazi se na istočnoj strani rasjeda Rio Grandea u središnjem Novom Meksiku. Tri milje južnije nalazi se Bernalilla od autoceste br. 85. Prostire se u južnom dijelu okruga Sandovala i sjevernom dijelu okruga Bernalilla, na 35°15′17″N 106°34′23″W / 35.254731°N 106.573146°W. 
S juga ga okružuje grad Albuquerque i prema istoku podnožje gorja Sandije, zemaljske formacije koju Indijanci smatraju svetom i koja je bila središnjim mjestom tradicijskog gospodarstva, a i danas je vrlo važna u duhovnom životu zajednice. 
Pošumljeno područje zvano bosque okružuje rezervat i služi kao izvor ogrjevnog drva i divljači za lov. Prema popisu stanovnika 2000. u rezervatu živi 4 414 stanovnika. Dva su naselja smještena na području ovog rezervata, Pueblo of Sandia Village i dio (br. stanovnika 3 235) mjesta Bernalilla.
Savezno priznato pleme Sandia je jedno od 19 novomeksičkih indijanskih puebla. Poznato je kao jedno od Istočnih puebla Novog Meksika. 500 stanovnika su tradicijski govornici jezika tiwe, jezika iz tanoanske porodice jezika. Ukupna brojka stanovnika u procjenama ide do 600. Osim tiwom, govore engleskim i španjolskim. Prakticiraju rimokatoličanstvo i tradicijsku pueblo vjeru.
Pleme ima svoju vladu koja upravlja kockarnicom, trgovinskim centrom i rekreacijskim područjem. Zastupa volju Puebla u poslovima i političkim stvarima.

## Vanjske poveznice
- Sandia Pueblo, službene stranice
- Sandia Casino
- Sandia Pueblo, Novi Meksiko  Arhivirana inačica izvorne stranice od 11. veljače 2020. (Wayback Machine) Ured SAD-a za popis stanovništva